# Мелура
Мелура (груз. მელურა) — село в Грузии, на территории Лентехского муниципалитета края (мхаре) Рача-Лечхуми и Нижняя Сванетия.

## География
Село находится в северной части Грузии, на правом берегу реки Цхенисцкали, на расстоянии приблизительно 0,5 километра (по прямой) к северо-востоку от посёлка городского типа Лентехи, административного центра муниципалитета. Абсолютная высота — 909 метров над уровнем моря.

## Население
По результатам официальной переписи населения 2014 года, в Мелуре проживало 28 человек (19 мужчин и 9 женщин). В национальной структуре населения грузины составляли 100 %.
| Год  | Население, человек |
| ---- | ------------------ |
| 2002 | 62                 |
| 2014 | ↘ 28               |